# Matthew Pennington
Matthew Pennington (Warrington, Anglia, 1994. október 6. –) angol labdarúgó, a Shrewsbury Town hátvédje kölcsönben az Evertontól.

## Pályafutása

### Everton
Pennington 11 éves korában csatlakozott az Everton ifiakadémiájához. 2013 júliusában megkötötte első profi, két évre szóló szerződését a klubbal, majd később 2018-ig hosszabbított. 2014. január 2-án a harmadosztályú Tranmere Rovers egy hónapra kölcsönvette. Két nappal később, a Wolverhampton Wanderers ellen mutatkozott be, végigjátszva a mérkőzést. Január 25-én megszerezte profi pályafutása első gólját, a Crewe Alexandra ellen. Február 22-én visszahívta az Everton az U21-es csapat megerősítésére, de március 27-én visszatért a Tranmere-hez a szezon végéig.
2014. november 27-én a Coventry City január 4-ig kölcsönvette. Kölcsönszerződését később február 7-ig, majd a szezon végéig meghosszabbították. 2015 januárjában a Coventry Telegraph című lap szavazásán a hónap legjobb játékosának választották, az idény végén pedig Tony Mowbray menedzser és szakmai stábja megválasztotta az év legjobb fiataljának.
2015 júliusában pályára lépett az Everton első csapatában, a Dundee és Leeds United elleni barátságos meccseken. Augusztus 26-án tétmeccsen is bemutatkozhatott, egy Barnsley elleni Ligakupa-meccsen. 2016. március 23-án a Walsall a szezon végéig kölcsönvette, de április 21-én visszahívta az Everton a védelmét sújtó sérüléshullám miatt. 2017. július 19-én 500 ezer fontos kölcsöndíj ellenében került egy szezonra a Leeds United csapatába. 2018. május 11-én 2021 nyaráig hosszabbított az Everton klubjával. 2019. augusztus 8-án a Hull City vette kölcsönbe a 2019–2020-as idényre. 2020. december 31-én jelentették be, hogy fél évre kölcsönbe került a Shrewsbury Town csapatához.

## Válogatott pályafutása
Pennington 2013. március 21-én, egy Törökország elleni mérkőzésen mutatkozott be az angol U19-es válogatottban. A 70. percben állt be csereként. Azután kapott meghívót, hogy az FA Youth Cupban jó teljesítményt nyújtott jobbhátvédként.

## Külső hivatkozások
- Matthew Pennington pályafutásának statisztikái a Soccerbase oldalon (angolul)